# Calle Blandford (Metro de Boston)
Calle Blandford  es una estación en el Ramal B de la línea Verde del Metro de Boston. La estación se encuentra localizada en Commonwealth Avenue y Sherborn Street en Boston, Massachusetts. La estación Calle Blandford fue inaugurada el 23 de octubre de 1932. La Autoridad de Transporte de la Bahía de Massachusetts es la encargada por el mantenimiento y administración de la estación.

## Descripción
La estación Calle Blandford cuenta con 2 plataformas laterales y 4 vías. 

## Conexiones
La estación es abastecida por las siguientes conexiones: 
- Rutas de autobuses: 8, 57, 60, 65, 19